# Floridablanca (Philippines)
Pour les articles homonymes, voir Floridablanca.
Floridablanca est une municipalité de la province de Pampanga, située sur l'île de Luçon aux Philippines.